# Cantó de Sées
El cantó de Sées és un cantó francès del departament de l'Orne, situat al districte d'Alençon. Té 13 municipis i el cap es Sées.

## Municipis
- Aunou-sur-Orne
- Belfonds
- Le Bouillon
- Chailloué
- La Chapelle-près-Sées
- La Ferrière-Béchet
- Macé
- Neauphe-sous-Essai
- Neuville-près-Sées
- Saint-Gervais-du-Perron
- Saint-Hilaire-la-Gérard
- Sées
- Tanville

## Història
| Data d'elecció                             | Identitat       | Partit               | Qualitat                          |
| ------------------------------------------ | --------------- | -------------------- | --------------------------------- |
| 1945-1970                                  | M. Pilou        | SFIO                 |                                   |
| 1970-1988                                  | Pierre Consigny | DVD, després UDF-CDS | Alcalde de La Ferrière-Béchet     |
| 1988-                                      | André Dubuisson | DVD                  | Vicepresident del Consell General |
| Les dades anteriors a 1945 no es coneixen. |                 |                      |                                   |

## Demografia
| A partir de 1990: Població sense dobles comptes |